# Кривоніс Федір Андрійович
Федір Андрійович Кривоніс (17 лютого 1918, Цибульківка — 30 квітня 1981) — учасник німецько-радянської війни, повний кавалер ордена Слави.

## Біографія
Народився 17 лютого 1918 року в селі Закрівцях (нині Цибульківка Царичанського району Дніпропетровської області) в селянській родині. Українець. Закінчив чотири класи школи. Працював у колгоспі.
У Червоній армії з 1939 року. На фронтах німецько-радянської війни з грудня 1941 року.
Сапер 121-го окремого гвардійського саперного батальйону (7 -й гвардійський танковий корпус, 3-я гвардійська танкова армія, 1-й Український фронт) гвардії рядовий Федір Кривоніс в ніч на 2 січня 1944 року під сильним вогнем противника у тилу противника, виявив шляхи його відходу, чотири броди на річці Гнилоняті в районі населеного пункту Жеребків Житомирської області України, мінне поле і знешкодив шістнадцять протипіхотних мін. За мужність і відвагу, проявлені в боях, 22 січня 1944 року був нагороджений орденом Слави 3-го ступеня.
22 січня 1945 року командир відділення розвідки 121-го окремого гвардійського саперного батальйону гвардії єфрейтор Федір Кривоніс, ведучи інженерну розвідку, перший з відділенням увірвався на міст північніше населеного пункту Фалькендорф за 33 кілометри на північ від міста Оппельн (нині Ополе, Польща) і знищив його охорону, взяв «язика» і забезпечив прохід головних танків по мосту. За мужність і відвагу, проявлені в боях, 29 березня 1945 року був нагороджений орденом Слави 2 -го ступеня.
21 квітня 1945 року гвардії молодший сержант Федір Кривоніс в місті Клаусдорф (14 кілометрів на північний захід від міста Барут, Німеччина) на чолі відділення з боєм оволодів мостом, знищив шість гітлерівців і вісім взяв у полон, забезпечив комендантську службу на мосту. Указом Президії Верховної Ради СРСР від 27 червня 1945 року за зразкове виконання завдань командування в боях з німецько-фашистськими загарбниками гвардії молодший сержант Кривоніс Федір Андрійович нагороджений орденом Слави 1-го ступеня (№ 15), ставши повним кавалером орденом Слави.
Також був нагороджений медалями, у тому числі «За відвагу».
У березні 1946 року демобілізований. Старшина у відставці. Жив у селі Цибульківці, потім у Салівці Царичанського району. Працював у колгоспі. Помер 30 квітня 1981 року.